# Dinastia mirrânida
Os mirrânidas eram uma dinastia iraniana que governou várias regiões do Cáucaso de 330 a 822. Alegavam ser de ascendência persa sassânida, mas eram de origem parta. Ascenderam ao poder através da nomeação de Perozes como vitaxa, primeiro em Gardamana e então em Gogarena, e continuariam crescendo em poder até finalmente tornarem-se príncipes no Reino da Albânia. Seriam extintos em 822, com o assassinato de Varazes Tiridates II e seu filho e herdeiro Estêvão.

## História
A dinastia foi fundada por Perozes, que alegou descender da dinastia reinante do Império Sassânida, mas que, na verdade era um dinastia da Casa de Mirranes, uma das sete grandes casas partas do Irã. Segundo Leôncio de Ruissi, era parente do rei da Ibéria Meribanes III (r. 284–361), um convertido ao cristianismo, que pertencia à dinastia cosroida, que também era um ramo da Casa de Mirranes. Leôncio afirmou que Meribanes lhe entregou sua filha como esposa e o território de Cunani, com sua capital Partava, e o nomeou duque. Partava, além de capital de Cunani, era capital do Albânia, o que pode indicar uma confusão do autor e/ou uma simplificação do evento descrito na tradição histórica que Leôncio incorporou.
Mais tarde, Aspacures II (r. 361–363) convenceu Perozes a devolver a Albânia em troca dos territórios que flanqueavam a linha do Ducado de Sanxevilde até o início de Asócia e Perozes se converteu ao cristianismo. De acordo com Cyril Toumanoff, a Albânia citada por Leôncio não deve ser tomada literalmente, sendo mais plausível que seja uma referência a Gardamana, um antigo cantão de Otena que seria incorporado pela Albânia à época, na qual sabe-se que outro ramo mirrânida governou. Por conseguinte, o relato explica, de forma estilizada, a ascensão desse ramo no momento que Perozes ascendeu em Gogarena. A tradição histórica alegaria que a ascensão dos mirrânidas em Gogarena ocorreria quando certo Mirranes foi nomeado à região pelo xainxá Cosroes I (r. 531–579).
Em c. 600, os mirrânidas exterminaram todos os membros da dinastia arranxaíquida com exceção de certo Zarmir, que era parente dos mirrânidas por casamento. Isso se deveu ao fato de os arranxaíquidas ainda terem alguma autoridade na Albânia, onde governaram até sua derrubada no século I. Os mirrânidas então conquistaram toda a Albânia e assumiram o título de arranxá (rei da Albânia/Arrã), mas sem abraçar seu status real. A titulação completa do chefe da família era, portanto, "Senhor de Gardamana e Príncipe da Albânia". Os representantes mais proeminentes da família no século VII foram Varazes Gregório, seu filho Javanxir e Varazes Tiridates I. O governo da família chegou ao fim após o assassinato de Varazes Tiridates II por Narses Filipeano em 822/23. Depois, Sal Simbaciã, um descendente da família arranxaíquida, assumiu o título de arranxá e reinou sobre uma parte significativa da Albânia.